# 下頜冰川
下頜冰川（英語：Lower Jaw Glacier），是南極洲的冰川，位於杜費克海岸，最終注入雷內加爾冰川，在1994年由新西蘭地理委員會命名，現時由南極條約體系管理。